# Saint-Étienne-de-Villeréal
 Saint-Étienne-de-Villeréal  es una población y comuna francesa, en la región de Aquitania, departamento de Lot y Garona, en el distrito de Villeneuve-sur-Lot y cantón de Villeréal.

## Demografía
| 303 | 271 | 230 | 222 | 233 | 267 |
| Para los censos de 1962 a 1999 la población legal corresponde a la población sin duplicidades (Fuente: INSEE [Consultar]) |     |     |     |     |     |